# Santo Amaro da Imperatriz (kommun)
Santo Amaro da Imperatriz är en kommun i Brasilien.   Den ligger i delstaten Santa Catarina, i den södra delen av landet, 1 300 km söder om huvudstaden Brasília. Antalet invånare är 19 830.
Följande samhällen finns i Santo Amaro da Imperatriz:
- Santo Amaro da Imperatriz

I omgivningarna runt Santo Amaro da Imperatriz växer i huvudsak städsegrön lövskog. Runt Santo Amaro da Imperatriz är det ganska glesbefolkat, med 42 invånare per kvadratkilometer.